# Wojsko Polskie w wydarzeniach grudniowych 1970 roku
Wojsko Polskie w wydarzeniach grudniowych 1970 roku – udział jednostek Wojska Polskiego w tłumieniu społecznych protestów na Wybrzeżu i działania w innych częściach kraju w grudniu 1970 roku.

## Działania wojsk na Wybrzeżu
Poniedziałek, 14 grudnia 1970

We wszystkich jednostkach garnizonu Gdańsk wprowadzono stan podwyższonej gotowości bojowej i wzmocniono ochronę obiektów wojskowych. W ciągu nocy przegrupowano z Olsztyna do Gdańska batalion 14 pułku Wojsk Obrony Wewnętrznej. Jednostki operacyjne przygotowały 62 transportery opancerzone do dyspozycji sił Ministerstwa Spraw Wewnętrznych. Wprowadzono całodobowe dyżury grup operacyjnych w podstawowych pionach Sztabu Generalnego, dowództwach okręgów wojskowych i rodzajów sił zbrojnych. Siłami 720 żołnierzy z 13 pułku Wojsk Obrony Wewnętrznej zorganizowano ochronę gmachów Komitetu Wojewódzkiego PZPR i Wojewódzkiej Rady Narodowej, poczt, rozgłośni radiowych i telewizyjnej, drukarń, więzienia oraz innych ważniejszych obiektów, a siłami Kaszubskiej Brygady WOP wzmocniono ochronę granicy w rejonie portów Gdańsk i Gdynia. Wieczorem dodatkowo wzmocniono ochronę Komitetu Wojewódzkiego PZPR 160 żołnierzami z 13 pułku Wojsk Obrony Wewnętrznej. Obsadzanie obiektów zakończono już po północy. O 22.25 do Gdańska przybył szef Głównego Inspektoratu Obrony Terytorialnej gen. broni Grzegorz Korczyński. Towarzyszyli mu szef Wojsk Obrony Wewnętrznej gen. dyw. Wacław Czyżewski, szef Wojsk Ochrony Pogranicza gen. bryg. Mieczysław Dębicki i płk Maicher.
Wtorek, 15 grudnia 1970

Wobec zaostrzającej się sytuacji na terenie Gdańska i możliwości wystąpienia rozruchów w Gdyni, wprowadzono do działania siły 7 Łużyckiej Dywizję Desantową stacjonujące w Gdańsku i część sił 10 pułku Wojsk Obrony Wewnętrznej przerzuconych drogą lotniczą z Poznania. Przegrupowano w rejon Trójmiasta 16 Kaszubską Dywizję Pancerną (16 DPanc), 8 Drezdeńską Dywizję Zmechanizowaną (8 DZ) i pozostałe jednostki 7 Dywizji Desantowej (7 DD) z Lęborka i Słupska. Dowódca Marynarki Wojennej rozwinął zespół pogotowia alarmowego przeznaczony do ochrony obiektów w Gdyni. Do zabezpieczenia wojsk działających w rejonie Trójmiasta zorganizowano w Tczewie czołówkę materiałową.
Gdańsk

Rano, z przegrupowanego z Olsztyna 14 pułku Wojsk Obrony Wewnętrznej, stworzono odwód w sile 220 żołnierzy. Od 8.30 wprowadzono do działania grupę 250 żołnierzy z 35 pułku desantowego z zadaniem odblokowania budynku Komitetu Wojewódzkiego PZPR i umożliwienia opuszczenia go przez pracowników, funkcjonariuszy MO i żołnierzy 13 pułku Wojsk Obrony Wewnętrznej. O 10.00 Marynarka Wojenna skierowała 85 marynarzy do ochrony Komitetu Wojewódzkiego PZPR. Ze względu na zatarasowane ulice, marynarze nie dotarli do budynku komitetu wojewódzkiego, a przystąpili do ochrony KM MO. W południe ze składu 35 pułku desantowego utworzono grupę uderzeniową w sile 7 czołgów PT-76 i 32 transportery TOPAS. Użyto jej do rozpędzenia tłumów oraz stworzenia warunków do wykonania zadania przez grupę pieszą działającą już od 8.30. Grupa ta o 14.45 wyparła tłum spod płonącego budynku Komitetu Wojewódzkiego PZPR. 20 dywizjon artylerii rakietowej i 41 dywizjon rakiet taktycznych wydzieliły do ochrony Komendy Wojewódzkiej Milicji Obywatelskiej 49 żołnierzy na 4 samochodach. Wysłano też dwa śmigłowce ratownicze Marynarki Wojennej w celu ratowania ludzi z płonącego budynku Komitetu Wojewódzkiego PZPR. Ze względu na wysokie anteny radiowe i telewizyjne na dachu pomocy nie udzielono. Wysłano zatem dwa śmigłowce MW w celu rozpędzenia tłumów. W godzinach przedpołudniowych wydzielono do ochrony gazowni 60 żołnierzy z gdańskiego pułku OT oraz skierowano dodatkowo 40 żołnierzy z kompanii łączności Wojewódzkiego Komitetu Obrony na wzmocnienie ochrony gmachu Wojewódzkiej Rady Narodowej. Część oficerów z wydziału politycznego i wydziału Wojskowej Służby Wewnętrznej 7 Dywizji Desantowej w ubraniach cywilnych wykorzystano do rozpoznania sytuacji w mieście. We wczesnych godzinach popołudniowych zaczęto rozwijać stanowiska dowodzenia Pomorskiego Okręgu Wojskowego. Pierwszy rzut pod dowództwem gen. bryg. Antosa skierowano do Komendy Wojewódzkiej Milicji Obywatelskiej, a drugi z gen. bryg. Kolasą pozostał na lotnisku w Pruszczu. Marynarka Wojenna skierowała do portu dwa holowniki z zadaniem wyholowania na redę nowo zbudowanych statków. Od 13.30 do Gdańska przybywało wzmocnienie. Drogą powietrzną przybyło 500 żołnierzy z poznańskiego 10 pułku Wojsk Obrony Wewnętrznej, z kierunku wschodniego i południowego w rejon miasta podeszła 16 Dywizja Pancerna.
O 17.30 do Gdańska przybył z grupą oficerów szef Sztabu Generalnego gen. dyw. Bolesław Chocha. Na odprawie zwołanej przez gen. broni Korczyńskiego powołano do współpracy z organami MO i SB sztab kierowania działaniami wojsk składający się z przedstawicieli IC MON i dowództwa Pomorskiego Okręgu Wojskowego. W ciągu dnia wykonano 12 wylotów śmigłowcami z 49 pułku śmigłowców w celu rozpoznania sytuacji w mieście, dowodzenia podchodzącymi wojskami oraz do zrzutu środków chemicznych. Na polecenie sekretarza KC PZPR Zenona Kliszki, z 49 pułku śmigłowców wyznaczono grupę 100 żołnierzy do jego dyspozycji (sic!). W godzinach nocnych z 15 na 16 grudnia z kierunku zachodniego w rejon miasta podeszła 8 DZ. Bilans tego dnia w Gdańsku był tragiczny. Zginęło siedmiu demonstrantów.
Gdynia

Rano dowódca MW rozwinął zespół pogotowia alarmowego Marynarki Wojennej do ochrony obiektów. Obsadził siłami Marynarki Wojennej budynki użyteczności publicznej: Komitet Miejski PZPR – 150 marynarzy, Miejskiej Rady Narodowej – 28 marynarzy, banki I i II – 30 marynarzy, Komenda Miejska MO – 68 marynarzy, sąd i prokuratura – 50 marynarzy, areszt śledczy – 20 marynarzy. O 11.35 zarządził dla całości sił Marynarki Wojennej stan podwyższonej gotowości bojowej z zachowaniem stałych ograniczeń. Ponadto wydał on rozkaz przebazowania 28 eskadry ratowniczej MW na lotnisko Babie Doły. O 9.10 w dowództwie Marynarki Wojennej schronił się I sekretarz KM PZPR.
O 17.00 dowódca MW wydzielił dodatkowo 80 marynarzy do patrolowania ulic miasta, a o 20.20 nakazał objęcie ochroną Stacji Gdynia Radio (11 marynarzy), poczty głównej (52 marynarzy) oraz samochodów specjalnych MON stacjonujących w przedsiębiorstwie Unimor.
Środa, 16 grudnia 1970

W godzinach porannych przybyłe w rejon Gdańska wojska zajęły nakazane rejony i zorganizowały ochronę zewnętrzną wyznaczonych obiektów. Wydzielonymi siłami Marynarki Wojennej zablokowano wejście do Nowego Portu oraz stworzono grupę będącą w gotowości do wyholowania ze stoczni statków bodących w budowie. Do dyspozycji dowódcy Marynarki Wojennej skierowano 32 i 36 pułk zmechanizowany 8 DZ. W Elblągu zorganizowano ochronę gmachów: KP i M PZPR, sądu, prokuratury, Miejskiej Rady Narodowej i KP MO.
Gdańsk

Tuż po północy szef Sztabu Generalnego postawił dowódcom związków taktycznych i oddziałów zadania zorganizowania do godzin rannych ochrony i blokowania obiektów na terenie miasta. Pod osłoną nocy, wykorzystując dwa trałowce bazowe i dwa duże ścigacze OP z 9 Flotylli Obrony Wybrzeża, zorganizowano blokadę morską w rejonie Nowego Portu. Przewidywano interwencję w porcie. Na redzie w pobliżu Westerplatte utrzymywano w gotowości do działania na Martwej Wiśle cztery trałowce. Na lotnisku w Pruszczu, na bazie 23 kmed i kss z Tczewa rozwinięto punkt segregacyjny. Od rana nad miastem latały śmigłowce MW które zrzucały ulotki i prowadziły rozpoznanie sytuacji. Latały też śmigłowce 49 pułku śmigłowców. Wykonano 7 wylotów celem rozpoznania sytuacji w rejonie miasta, do przewozu pasażerów, poczty oraz zrzutu ulotek. Kilka minut po 8.00 kilkusetosobowa grupa stoczniowców ze Stoczni im. Lenina uzbrojona w łomy i metalowe pręty ruszyła w kierunku bramy nr 2 z zamiarem jej sforsowania. Po wezwaniu do zatrzymania się, dowodzący pododdziałami oficer 16 DPanc wydał rozkaz otwarcia ognia. Strzelali żołnierze szkoły podoficerskiej OT i 55 pz. Dwie osoby zginęły, a 11 zostało rannych. W godzinach przedpołudniowych wydzielono dwie rozgłośnie elektroakustyczne w celu podawania komunikatów. Jedną rozwinięto w rejonie Stoczni Gdańskiej, a drugą w rejonie Dworca Głównego.
O 10.00 skierowano do portu trzy holowniki i ścigacz OP ze 100 marynarzami na pokładzie w gotowości do wyholowania ze stoczni statków będących w budowie. Po południu skierowano dwie kompanie z gdańskiego pułku OT do ochrony lotniska Pruszcz. Do 20.00 uzupełniono siły i środki węzła łączności GO siłami 31 żołnierzy i 7 samochodów specjalnych z 4 pł. W godzinach wieczornych do Gdańska przybył 34 pd. Jego pododdziały stanowiły odwód ogólny.
Gdynia

W nocy wzmocniono ochronę wszystkich obiektów wojskowych. Nad ranem do dyspozycji dowódcy Marynarki Wojennej przydzielono 32 pułk zmechanizowany 8 Dywizji Zmechanizowanej (32 pz 8 DZ), który do godzin południowych ześrodkował się na skwerze Kościuszki. Rano dwa śmigłowce z 49 pułku śmigłowców rozrzucały ulotki. Od 15.00 do dyspozycji dowódcy Marynarki Wojennej skierowano kolejny pułk – 36 pz 8 DZ. O 20.00 dowódca MW zarządził odprawę z dowódcami 32 i 36 pz i postawił im zadania ochrony obiektów na terenie miasta. Rozpoczęcie działań wojsk nastąpiło 21.55. Czynność tę zakończono o 1.00 17 grudnia.
Szczecin

Jednostki szczecińskiego garnizonu postawiono w stan podwyższonej gotowości bojowej, a sztab 12 Dywizji Zmechanizowanej wspólnie z władzami polityczno-administracyjnymi opracował plan ochrony obiektów i instytucji na terenie miasta.
Czwartek, 17 grudnia 1970

Całością sił Marynarki Wojennej przystąpiono do wykonywania przedsięwzięć związanych z zabezpieczeniem jej strefy operacyjnej od strony morza. Do Gdyni skierowano dodatkowo 34 pułk desantowy i 4 pułk artylerii (bez sprzętu ciężkiego). Dowodzenie wojskami w Szczecinie przejął Główny Inspektor Szkolenia – gen.dyw. Tadeusz Tuczapski. Do działań użyto 12 DZ, 12 Brygadę WOP, 12 pułk pontonowy i 16 batalion pontonowy Wojsk Obrony Wewnętrznej. W Elblągu zaangażowano całość pozostałych sił garnizonu. W rejonie Słupska do działań przygotowano 300 marynarzy z CSSM w Ustce.
Gdańsk

Rano do Gdańska przybył dowódca Pomorskiego Okręgu Wojskowego gen. dyw. Józef Kamiński i objął dowodzenia działającymi wojskami. Szef Sztabu Generalnego gen. dyw. Bolesław Chocha odleciał do Warszawy. Odwód ogólny – 34 pd skierowano do dyspozycji GO Gdynia. W ciągu dnia na zapotrzebowanie grupy partyjno-rządowej śmigłowcami z 49 pułku śmigłowców wykonano 9 wylotów celem rozpoznania sytuacji Trójmiasta oraz loty łącznikowe.
Gdynia

Przed godziną 6.00 tłum robotników maszerujących ze stacji Gdynia Stocznia nie posłuchał komend ostrzegawczych dowódców blokujących stocznię, nie zatrzymał się też po strzałach ostrzegawczych, w tym strzale armatnim, w górę. Żołnierze strzelali „w ziemię”. Rykoszety od kostki brukowej były jednak śmiertelne.
Do dowództwa Marynarki Wojennej o 7.00 przybył gen. Antos. Przejął on dowodzenie całością wojsk w mieście. Od wczesnych godzin rannych wykorzystywano śmigłowce do rozpoznania i rozpraszania demonstrantów. W ciągu dnia wykonano 25 śmigłowcolotów środkami Marynarki Wojennej. Od 9.00 dowodzenie wojskami od gen. Antosa przejął gen. broni Korczyński. Pod stocznią po raz drugi w tym dniu rozległy się strzały. Byli zabici i ranni. O 12.00 zarządzono stan podwyższonej gotowości bojowej dla całości sił Marynarki Wojennej i podporządkowano dowódcy Marynarki Wojennej Morskiej Brygady Ochrony Pogranicza. Po osiągnięciu stanu podwyższonej gotowości bojowej przez siły Marynarki Wojennej przystąpiono w ramach zabezpieczenia strefy operacyjnej Marynarki Wojennej do realizacji następujących przedsięwzięć: wystawienie bliskich dozorów bazowych w rejonie Zatoki Pomorskiej, Kołobrzegu oraz Zatoki Gdańskiej, blokady portów handlowych w celu udaremnienia wyprowadzenia jednostek cywilnych, sformowanie grup uderzeniowych i pościgowych, rozpoznanie i patrolowanie wód przybrzeżnych siłami lotnictwa i okrętów Marynarki Wojennej oraz WOP. Po godzinie 13.00 do miasta przybył 34 pułk desantowy.
Wieczorem wydzielono 130 żołnierzy do wspólnego patrolowania z MO ulic miasta. Wzmocniono też ochronę obiektów. Bazę samochodową PKS chroniła kompania desantowa, a 4 pułk artylerii 8 DZ wydzielił 320 żołnierzy na 20 samochodach dla zorganizowania ochrony portu przeładunkowego. 15 marynarzy z Marynarki Wojennej wzmocniło ochronę elektrowni. W niektórych dzielnicach do oświetlenia stosowano reflektory przeciwlotnicze. Wydzielone transportery z 34 pd zabezpieczały przewóz amunicji i materiałów wybuchowych MO oraz ewakuowały aresztowanych.
Szczecin

Od 10.00 oddziały i pododdziały 12 DZ (bez 9 pz), 12 Brygady WOP, 12 pułku pontonowego Wojsk Obrony Wewnętrznej, 16 batalionu pontonowego Wojsk Obrony Wewnętrznej, 5 Brygady Saperów, 36 pułku inżynieryjnego budowlanego, 18 Polowej Technicznej Bazy Rakietowej przystąpiły do czynnej obrony i ochrony 24 obiektów na terenie miasta. W południe skierowano dodatkowo kompanię piechoty z 5 pułku zmechanizowanego do zabezpieczenia Komitetu Wojewódzkiego PZPR. O 15.00 do działań wprowadzono 41 pułk zmechanizowany do zabezpieczenia Komendy Wojewódzkiej Milicji Obywatelskiej, Komitetu Wojewódzkiego PZPR, banku, WRN i RSW Prasa. W godzinach popołudniowych z 3 Dywizji Lotnictwa Myśliwskiego jednym wylotem samolotu AN-2 wykonano zrzut środków chemicznych w rejonie Komendy Wojewódzkiej Milicji Obywatelskiej. W tym też czasie ze Stargardu do Szczecina rozpoczął przegrupowanie 9 pułk zmechanizowany. Do 22.00 jego pododdziały ześrodkowały się na al. Piastów.
Od 16.00 żołnierze z 5 pułku zmechanizowanego, 16 batalionu rozpoznawczego i 12 pułku pontonowego starli się z demonstrantami w rejonie gmachu Komitetu Wojewódzkiego PZPR. Godzinę później pododdziały z 5 pz, 41 pz, 16 br, 16 batalionu pontonowego, batalionu szkolnego WOP i 12 ppont „walczyły” z demonstrantami rejonie Komendy Wojewódzkiej Milicji Obywatelskiej, a żołnierze 124 pułku artylerii przeciwlotniczej (124 paplot), 36 pułku inżynieryjno-budowlanego (36 pib) oraz dwóch kompanii czołgów z 25 pułku czołgów w rejonie gmachu prokuratury wojewódzkiej i więzienia. Siłami 36 pib obsadzono składy CPN przy ul. Kopernika. Po drodze obrzucano transportery ciężkimi i łatwopalnymi przedmiotami. Całkowicie spłonął SKOT próbujący oddzielić szturmowaną bramę główną Komendy Wojewódzkiej Milicji Obywatelskiej od atakujących. Od strzałów z broni strzeleckiej i pokładowej śmierć poniosło 11 osób, a jedna zginęła pod kołami SKOT-a.
O 18.00 transporterami 5 pz pod ochronę 16 batalionu rozpoznawczego ewakuowano członków sekretariatu Komitetu Wojewódzkiego PZPR oraz Komendy Wojewódzkiej Milicji Obywatelskiej do sztabu 12 DZ. Po godzinie 18.00 do ochrony prokuratury i więzienia skierowano dwie kompanie czołgów 25 pułku czołgów, a siłami dywizjonu z 2 pułku artylerii obsadzono budynek Miejskiej Rady Narodowej. O 19.00 do Szczecina przybył gen. dyw. Tadeusz Tuczapski i objął dowodzenia jednostkami zgrupowanymi na terenie garnizonu. Z 17 elł przebazowano na lotnisko Goleniów dwa śmigłowce w gotowości do zrzutu środków chemicznych. O 20.00 zrzucały one granaty łzawiące w rejonie Komendy Wojewódzkiej Milicji Obywatelskiej. Od 20.00 nastąpiło przegrupowanie oddziałów: 17 batalion saperów ześrodkował się w rejonie więzienia, siłami 124 paplot obsadzono PKO, KM MO, piekarnie, GKO i więzienie, siłami 2 pułku artylerii przejęto pod ochronę dodatkowe obiekty: MPK Klonowca, budynek Miejskiej Rady Narodowej oraz jednostki radzieckie. 21 dywizjon artylerii rakietowej ochraniał trzy oddziały NBP, elektrownię Pomorzany, magazyny MO, ujęcie wodne Pomorzany oraz plac Orła Białego, natomiast 16 br skierowano do Komendy Wojewódzkiej Milicji Obywatelskiej.
W nocy z 17 na 18 grudnia wydzielono z 5 pz transportery opancerzone w celu nawiązania kontaktów przez Komitetu Wojewódzkiego PZPR z sekretarzami KZ PZPR.
Piątek, 18 grudnia 1970

Udzielano pomocy organom MSW w utrzymaniu porządku w Trójmieście, Szczecinie i Elblągu. Utrzymywano w odwodzie centralnym postawione w stan gotowości 15 DZ (bez 35 pcz), 11 DPanc (bez 42 pz), 20 DPanc oraz WOSWŁ. W późnych godzinach wieczornych, na terenie Trójmiasta nastąpiła stabilizacja sytuacji i przystąpiono do wyprowadzenia wojska z Gdyni (8 DZ i 7 DD) i Gdańska (16 DPanc) oraz ześrodkowania w rejonie tych miast, pozostawiając niewielkie siły do ochrony niektórych obiektów. W porozumieniu z kierownictwami stoczni uruchomiono mobilizacyjną akcję kurierską mającą na celu wcielenie do jednostek szczególnie aktywnych strajkujących. Wcieleniem objęto 995 poborowych, z czego 240 osób zwolniono z obowiązku stawiennictwa.
Gdańsk

O 13.30 administracja wojskowa uruchomiła akcję kurierską w celu wcielenia 501 poborowych, z tego 461 z trzech stoczni gdańskich oraz 40 poborowych niepracujących. Po południu rozpoczęto wycofywać część sił z miasta. Dowódca 13 pułku Wojsk Obrony Wewnętrznej zmniejszył liczbę grup ochraniających obiekty i skierował ok. 250 żołnierzy do koszar. Wieczorem 100 żołnierzy z 7 DD patrolowało wspólnie z MO ulice miasta.
W godzinach nocnych dowódca 16 DPanc zorganizował ochronę obiektów siłami 55 pz, a pozostałe jednostki dywizji wyprowadził z miasta. 1 i 51 pułk czołgów ześrodkował się w rejonie Pruszcza Gdańskiego, a 60 pułk czołgów na wschodnich obrzeżach miasta.
Gdynia

Od wczesnych godzin rannych pododdziały inżynieryjne przygotowywały do użycia zapory mało widoczne z przeznaczeniem do blokowania ulic. Rano uruchomiono też akcję kurierską. Planowano wcielić do wojska 245 poborowych. Nadal nad miastem latały śmigłowce. Zapewniono też ochronę konwojowi przewożącemu pieniądze z banku nr 1 do banku nr 2. Od 16.40 150 marynarzy z Marynarki Wojennej patrolowało wspólnie z MO ulice miasta.
O 22.00 rozpoczęto wycofywania wojsk z obu stoczni i portu przeładunkowego. Pozostawiono jednak zewnętrzną ochronę. 32 pz ześrodkowano na Oksywiu, 4 pa i 33 br w Gdańsku-Oliwie, 34 pd w Gdańsku-Wrzeszczu, 36 pa na skwerze Kościuszki w Szkole Rybołówstwa Morskiego. O 22.20 dowództwo nad wojskami w mieście objął zastępca dowódcy Pomorskiego Okręgu Wojskowego ds. obrony terytorialnej gen. bryg. Józef Kolasa.
Szczecin

O 4.00 jednostki osiągnęły wyznaczone rejony zgodnie z decyzją dowódcy 12 DZ. Rano do dyspozycji organów MO skierowano 5 wozów propagandowych z urządzeniami elektroakustycznymi. 5 pz z podporządkowanym mu 12 ppont i 16 bpont przejął całości ochrony bram portowych. Po południu 5 pz wycofał się na rubież ulic Bożeny i Parkowej. 3 samochody ciężarowe z 25 pułku czołgów przekazano do dyspozycji Komendy Wojewódzkiej Milicji Obywatelskiej. Na prośbę Wydziału Zdrowia WRN dowódca 9 pz wydzielił dwa transportery w celu konwojowania transportu leków. Wydzielono też transport do przewozu delegacji robotniczych i przedstawicieli Komitetu Wojewódzkiego PZPR w celu prowadzenia rozmów. W godzinach wieczornych 16 br patrolował ulice udaremniając rozbijanie i grabienie sklepów, a dwa plutony 12 ppont obsadziły radiostację przy ul. Ostrowskiej na Żelechowie.
Sobota-niedziela, 19-20 grudnia 1970

Na terenie Trójmiasta w dalszym ciągu kontynuowano wycofanie pododdziałów 8 DZ, 16 DPanc i 7 DD. Realizowano jedynie ochronę niektórych obiektów. Pułki Wojsk Obrony Wewnętrznej skierowano do macierzystych garnizonów. W Szczecinie w dalszym ciągu kontynuowano realizację dotychczasowych zadań.
Gdańsk

W nocy z 18 na 19 grudnia do koszar ściągnięty został 35 pd.
W godzinach porannych gen. broni Korczyński odleciał do Warszawy. Dowodzenie przejął całkowicie gen. dyw. Kamiński. Rano dowódca 7 DD zmniejszył liczbę żołnierzy na ochranianych obiektach. Dotyczyło to też 13 pułku Wojsk Obrony Wewnętrznej. Wieczorem 20 żołnierzy z 34 pd gasiło pożar budynku przy stacji Gdańsk-Wrzeszcz. W ciągu dnia 49 pułk śmigłowców wykonał 7 wylotów Mi-2 celem rozpoznania rejonu Trójmiasta. Kolejnej nocy 55 pz przegrupował się własnym transportem do Braniewa. Pułki 10, 14 pułk Wojsk Obrony Wewnętrznej w godzinach rannych 19 grudnia przegrupowały się do macierzystych garnizonów. Po południu 21 grudnia ustalono, że pozostawione w ochronie wojska będą działać w myśl dotychczasowych uzgodnień, natomiast czołgi i transportery zostaną ukryte.
Gdynia

19 grudnia w południe skierowano 33 marynarzy z Marynarki Wojennej do udzielenia pomocy przy przeładunku na statek materiałów wybuchowych w Helu.
Rano 20 grudnia ściągnięto oddziały Marynarki Wojennej, które ochraniały wyznaczone obiektyw mieście. Dla sił Marynarki Wojennej zarządzono przejście do stanu stałej gotowości bojowej z zachowaniem wzmocnionej ochrony obiektów i służb dyżurnych.
Szczecin

19 grudnia w południe 17 bsap obsadził magazyny na Golęcinie. Dowódca 5 pz otrzymał rozkaz wzmocnienia ochrony na okres nocy zakładów spirytusowych.
Po południu wszystkie jednostki garnizonu zorganizowały służbę patrolową na zewnątrz obiektów koszarowych, pluton z 21 dar obsadził wodociągi miejskie, a dwa plutony 5 pz wydzielono do osłony zakładów energetycznych. W godzinach wieczornych użyto plutonu wojska na dwóch transporterach do rozpędzenia demonstrantów w rejonie parowozowni na Wzgórzu Hetmańskim.
20 grudnia rano dowódca 12 ppont przegrupował pułk na ul. Obotrycką i rozwinął go frontem do stoczni. 9 pz nadal utrzymywał mosty na ul. Gdańskiej, natomiast pozostałe siły pułku zgrupował na szosie przy lotnisku Dąbie. Okręty WOP przewiozły 1600 pracowników stoczni remontowej z wyspy na ląd. W południe 9 pz wydzielił grupę ochronną do wojewódzkich składów CPN. Wieczorem i w nocy jednostki pozostawały w dotychczasowych rejonach.
Poniedziałek, 21 grudnia 1970

Na terenie Trójmiasta i Elbląga ściągnięto wszystkie jednostki z ochranianych obiektów do koszar lub rejonów ześrodkowania, przekazując tę czynność organom MSW. W Szczecinie również ściągnięto jednostki do koszar, pozostawiając jedynie określone siły do ochrony wewnętrznej wytypowanych obiektów.
Gdańsk

We wczesnych godzinach rannych wszystkie jednostki zostały ściągnięte z ochranianych obiektów do koszar lub rejonów ześrodkowania. Żołnierzy gdańskiego pułku OT zostali skierowani do pracy w porcie. O 9.30 wydano polecenie rozpoczęcia ładowania wojska na podstawione transportery oraz przeniesienia GO Pomorskiego Okręgu Wojskowego z Komendy Wojewódzkiej Milicji Obywatelskiej do sztabu 7 DD. Do sztabu 7 DD przybyła też z Gdyni GO Gdynia, a dowódca 16 Brygady WOP rozpoczął przegrupowanie powrotne ściągniętego w godzinach nocnych z Lęborka batalionu. Jeszcze przed południem GO Sztabu Generalnego przybyła do dowództwa Marynarki Wojennej, a następnie odjechała do Warszawy. W południe rozpoczęto ładowanie na transporty sprzętu ciężkiego 8 DZ, a o 18.30 oddziałów 16 DPanc. W nocy marsz do garnizonów stałej dyslokacji rozpoczął rzut kołowy 8 DZ.
Gdynia

Do godzin rannych wszystkie jednostki zostały ściągnięte z ochranianych obiektów do koszar lub rejonów ześrodkowania. W południe rozpoczął się proces przegrupowania transportem kolejowym sprzętu gąsienicowego oraz części transporterów i pojazdów mechanicznych 8 DZ do macierzystych garnizonów. GO dowództwa wyjechała do Gdańska. Nocą rzut kołowy 8 DZ rozpoczął przegrupowanie do garnizonów stałej dyslokacji.
W dniach 21-24 grudnia siłami Marynarki Wojennej utrzymywano w pogotowiu alarmowym grupy interwencyjne w sile 180 marynarzy, wzmocniono służby dyżurne i ochronę obiektów wojskowych oraz patrolowanie garnizonu.
Szczecin

Rano rozpoczęto ściąganie jednostek i kierowania ich do koszar pozostawiając odpowiednie siły do ochrony wewnętrznej wytypowanych obiektów. Jednostki siłami 841 żołnierzy ochraniały WRN, Komendę Wojewódzką Milicji Obywatelskiej, Komitet Wojewódzki PZPR, budynek Miejskiej Rady Narodowej, radiostację, więzienie, konsulaty, prokuraturę, port, mosty, składy MPS Police, zakłady energetyczne, PKO, bank, ORS, centralę międzymiastową, stacje CPN. W ciągu dnia użyto śmigłowców do rozrzucenia ulotek, rozgłośni elektroakustycznych do podawania komunikatów oraz w nocy reflektorów do oświetlenia stoczni.
Wtorek, 22 grudnia 1970

Wydzielonymi siłami 8 Flotylli Obrony Wybrzeża zorganizowano blokadę portu Szczecin, a częścią sił Morskiej Brygady Okrętów Pogranicza patrolowanie basenów portowych. Dotychczas ochraniane obiekty zostały przekazane organom MSW i do godzin rannych 23 grudnia całość biorących udział w akcji sił powróciła do koszar.
Gdańsk

W południe GO Pomorskiego Okręgu Wojskowego wyjechała do Bydgoszczy, a o 14.30 zwinięto WŁ GO POW.
Szczecin

Siłami okrętów wojennych 8 FOW zablokowano port. Ponadto ze składu pomorskiego dywizjonu okrętów pogranicza zaangażowano dwa okręty patrolowe i trzy kutry patrolowe z zadaniem patrolowania basenów portowych. Jednostki lądowe przekazały ochronę obiektów organom MO. Jedynie 15 żołnierzy z 5 BSap ochraniało radiostację nadawczą w rejonie Kołowa k. Szczecina. Pozostawiono też na ulicach patrole. Część 124 paplot ochraniała areszt śledczy, prokuraturę wojewódzką, oraz KM MO i stację CPN przy ul. Gdańskiej.
Środa-piątek, 23-25 grudnia 1970

Kontynuowano powrót wojsk do macierzystych garnizonów. 24 grudnia do garnizonu powróciły wszystkie jednostki 7 DD i 8 DZ. Część wojsk, głównie sprzęt ciężki, przewożono transportem kolejowym. Do tego celu użyto ogółem 66 transportów wojskowych (64 pociągów). Pod przewóz zużyto 2085 wagonów, w tym 996 platform ciężkich. Wojska bezpośrednio po powrocie do garnizonów przystąpiły do normalnego toku życia z zachowaniem nakazów wynikających z szyfrogramu MON z dnia 22 grudnia. W Szczecinie i do godzin rannych 23 grudnia siły biorące udział w akcji powróciły do koszar.

## Działania wojsk w głębi kraju
Poniedziałek, 14 grudnia 1970
16 Brygada WOP wzmocniła ochronę granicy państwowej wzdłuż Wybrzeża w rejonie portów Gdańsk i Gdynia siłami po 300 żołnierzy w każdym porcie. Do dyspozycji MSW przygotowano 62 transportery opancerzone. Dowódca Wojsk Lotniczych wydał zarządzenie dowódcom jednostek lotnictwa transportowego i śmigłowcowego o przygotowaniu załóg do wykonania zadań specjalnych. W godzinach wieczornych wydano dla potrzeb sił działających w Trójmieście 10 000 sztuk świec C-8; 4400 sztuk granatów CGN-49. W ciągu nocy przegrupowano z Olsztyna do Gdańska batalion 14 pułk Wojsk Obrony Wewnętrznej.
Wtorek, 15 grudnia 1970
W siłach zbrojnych wprowadzono całodobowe dyżury w podstawowych pionach Sztabu Generalnego, sztabach rodzajów wojsk i OW. W godzinach porannych zarządzono stan podwyższonej gotowości bojowej dla jednostek 7 DD stacjonujących w garnizonach Lębork i Słupsk. Wprowadzono stan podwyższonej gotowości bojowej wojsk Pomorskiego Okręgu Wojskowego. W godzinach 8.57-13.00 realizowano przerzut drogą powietrzną do Gdańska 500 funkcjonariuszy MO z Piły. W południe rozpoczęły przegrupowanie transportem własnym wydzielone siły 16 Dywizji Pancernej do Pruszcza Gdańskiego, a w Tczewie zorganizowano czołówkę materiałową do zabezpieczenia wojsk działających w rejonie Trójmiasta. Po południu marsz w kierunku Gdańska rozpoczęła 8 Dywizja Zmechanizowana (8 DZ), 4 pd, 52 krozp i 50 żołnierzy z 58 bsap. Drogą powietrzną do Gdańska przerzucono 500 żołnierzy z poznańskiego 10 pułku Wojsk Obrony Wewnętrznej.
Na terenie 5 pzab w Bydgoszczy zakwaterowano 400 milicjantów oraz przygotowano siły i środki z 56 kspec do ewentualnej ewakuacji pracowników Komitetu Wojewódzkiego PZPR. W okręgach wojskowych i związkach taktycznych rozpoczęto opracowanie planów obrony najważniejszych obiektów. Wieczorem wydzielono z 34 pd i 11 bcz 10 samochodów Star-66 dla przetransportowania funkcjonariuszy MO ze Słupska do Gdańska. W ciągu dnia czternastoma samolotami z 36 sspl i 13 plt wykonano ogółem 35 rejsów przewożąc 1519 żołnierzy Wojsk Obrony Wewnętrznej i funkcjonariuszy MO oraz przedstawicieli władz partyjno-rządowych i 12 ton ładunków. Ponadto przebazowano z 56 pułku śmigłowców z Inowrocławia na lotnisko Pruszcz Gdański dwa SM-2 z urządzeniami łączności do dyspozycji gen. broni Grzegorza Korczyńskiego oraz 6 SM-2 na lotnisko Babie Doły dla dowódców 8 Dywizji Zmechanizowanej i 16 Dywizji Pancernej.
Środa 16 grudnia 1970
3 Pomorska Dywizja Zmechanizowana im. Romualda Traugutta z Lublina, w tym jej 7 pułk zmechanizowany, 8 pułk zmechanizowany, 45 pułk zmechanizowany i 5 pułk czołgów średnich była w gotowości do działania w celach porządkowo-ochronnych już od 16 grudnia 1970 roku. Nie została jednak użyta do żadnych akcji poza koszarami. Siłami 20 żołnierzy z tarnowskiego batalionu OT wzmacniano ochronę zakładu karnego przy Zakładach Azotowych w Tarnowie. 26 Brygada Artylerii OPK wyznaczyła 15 żołnierzy do patrolowania Gryfic, z jednostek garnizonu Kielce wyznaczono określone siły do ochrony Komitetu Wojewódzkiego PZPR i innych obiektów użyteczności publicznej oraz zakładów produkcyjnych, zaplanowano przegrupowanie 34 pd z garnizonu Słupsk do Gdańska Emaus. W godzinach wieczornych przekazano 1 Nadwiślańskiej Brygadzie MSW  20 000 sztuk granatów CGN-49, 2 Brygadzie Wojsk Obrony Wewnętrznej 15 000 świec C-8 i 5000 granatów CGN-49, wojskom w rejonie Gdyni 81 000 ampułek z chloropikryną. Siłami 36 żołnierzy z 32 spa zorganizowano ochronę stacji kolejowej Bydgoszcz Główna. W ciągu dnia wykonano 8 wylotów siłami 36 sspl według planu Biura Ochrony Rządu, samolotem z 47 plł przewieziono oficerów GZP do Gdańska oraz 6 wylotów z 56 pułku śmigłowców do przerzutu dowództwa POW.
Czwartek 17 grudnia 1970
Dzień ten charakteryzował się rozszerzeniem się robotniczych wystąpień o mniejszym znaczeniu na inne rejony kraju. Spowodowało to konieczność dalszego angażowania wojska.
Siłami 20 żołnierzy z Gpot przejęto pod ochronę rozdzielnię energetyczną wielkiej mocy w Leźnie (powiat kartuski). W Tczewie 22 żołnierzy wspólnie z MO patrolowała miasto. Na terenie Stargardu Szczecińskiego siłami 150 żołnierzy z pozostałości 9 pułku zmechanizowanego i 7 bsap zorganizowano ochrony ważniejszych obiektów. Ponadto 45 żołnierzy patrolowało miasto. W WSzW Lublin zorganizowano zapasowe pomieszczenie dla WKO, powołano stałe zespoły pogotowia, stworzono odwód w sile 188 żołnierzy do wykonywania zadań porządkowo-ochronnych. W Ełku zorganizowano ochronę budynku KP PZPR. Przebazowano z 17 elł na lotnisko Goleniów 2 Mi-2 w gotowości do użycia ich w rejonie Szczecina. W Świnoujściu sztab 8 FOW opracował plan ochrony. W koszarach stołecznego pot przygotowano zakwaterowanie dla 1300 milicjantów i ORMO. Po południu wydzielono z 10 Dywizji Pancernej 6 transporterów do dyspozycji ZOMO Katowice oraz 6 transporterów z WSOWZmech do dyspozycji ZOMO Wrocław. O 16.30 gen. dyw. Tadeusz Tuczapski odleciał do Szczecina w celu koordynowania połączonych działań MO i WP. Przygotowano dwa oddziały zbiorcze ze składu 1. i 15 Dywizji Zmechanizowanej w gotowości do przegrupowania w rejon Warszawy. Z 34 plm OPK wysłano do Gdyni trzy reflektory przeciwlotnicze z obsługą i ochroną. W Opolu z miejscowych jednostek wyznaczono 400 żołnierzy i 70 czołgów do ochrony obiektów partyjnych, państwowych i przemysłowych. W Krakowie 5 Brygada Wojsk Obrony Wewnętrznej siłami 188 żołnierzy przejęła pod ochronę 9 ważniejszych obiektów na terenie miasta. Ponadto do działań interwencyjnych i porządkowych użyto 300 żołnierzy z 5 Brygady Wojsk Obrony Wewnętrznej i 68 batalion łączności Wojsk Obrony Wewnętrznej. Do Słupska skierowano batalion zbiorczy z CSSMW Ustka w składzie 210 ludzi z zadaniem ewentualnego udzielenia pomocy w utrzymaniu porządku w mieście. Wydzielono kpzmot z 11 Dywizji Pancernej do wzmocnienia ochrony 31 Centralnej Składnicy Uzbrojenia w Krzystkowicach oraz plpzmot zorganizowano ochronę energetycznej stacji rozdzielczej w Mikołowie k. Zgorzelca.
Wieczorem wydzielono 7 oficerów z 77 spa do pełnienia dyżurów w KM Łódź, 16 żołnierzy z 13 plm do ochrony KP PZPR i PRN Łączyca siłami 21 żołnierzy z tarnowskiego bot wzmocniono ochronę więzienia w Tarnowie. Z TSWL Zamość wyznaczono do użycia w Lublinie 300 żołnierzy. Z COSST WL Oleśnica wydzielono dwie kompanie do dyspozycji dowództwa SOW. W garnizonie Poznań, w jednostkach podległych Dowództwu Wojsk Lotniczych, osiągnięto gotowość do ochrony własnych obiektów oraz przewidziano na prośbę Komitetu Wojewódzkiego PZPR, a część pomieszczeń DSD DWL wydzielono dla potrzeb WKO. Ponadto z miejscowych jednostek wyznaczono 1650 żołnierzy, 40 czołgów i 5 transporterów do ochrony Komitetu Wojewódzkiego PZPR, WRN, budynku Miejskiej Rady Narodowej i innych. Tuż przed północą polecono rozmieścić na terenie Cytadeli sztab GO obrony Warszawy oraz opracować plan obrony stolicy, a w 10 Dywizji Pancernej, 4 Dywizji Zmechanizowanej i 15 pułku Wojsk Obrony Wewnętrznej zarządzono stan pełnej gotowości bojowej. W ciągu dnia wykonano 9 wylotów z 36 sspl – według planu Biura Ochrony Rządu. Były to przeloty na trasie Warszawa-Kraków; Warszawa-Gdańsk.
Ze składu wojsk Warszawskiego Okręgu Wojskowego w stan pełnej gotowości bojowej postawiono oddziały 1 Dywizji Zmechanizowanej, 3 Dywizji Zmechanizowanej i 15 Dywizji Zmechanizowanej oraz 6 Pomorskiej Dywizji Powietrznodesantowej. W ŚOW zadania specjalne realizowały oddziały 11 Dywizji Pancernej, 10 Dywizji Pancernej, 5 Dywizji Pancernej i 4 Dywizja Zmechanizowana, Wyższa Szkoła Oficerska Wojsk Pancernych, Wyższa Szkoła Oficerska Wojsk Zmechanizowanych, a także pododdziały 350 Ośrodka Szkolenia Specjalistów Samochodowych oraz Centralnego Ośrodka Szkolenia Wojsk Lotniczych w Oleśnicy.
Przybyłe 17 grudnia 1970 roku do Wesołej 3 pułk zmechanizowany oraz do Ciechanowa 35 pułk czołgów nie były użyte do akcji ochronnej i porządkowej.
Żagańska 11 Dywizja Pancerna o 19.00 jedną kompanią piechoty wzmocniła ochronę 31 Centralnej Składnicy Amunicji w Krzystkowicach, a plutonem piechoty ochronę energetycznej sieci przekaźnikowej w Miłkowie.
O 20.00 dowódca 10 Dywizji Pancernej oraz komendanci Wyższej Szkoły Oficerskiej Wojsk Zmechanizowanych i Wyższej Szkoły Oficerskiej Wojsk Pancernych otrzymali zadanie skierowania po 6 transporterów opancerzonych SKOT z załogami do ochrony Komendy Wojewódzkiej Milicji Obywatelskiej we Wrocławiu, Katowicach i Poznaniu. W późnych godzinach nocnych 17 grudnia wyznaczone pododdziały rozpoczęły ochronę tych obiektów.
O 23.50 wprowadzono stan pełnej gotowości bojowej dla sztabu 10 Dywizji Pancernej, 25 pułku zmechanizowanego i 10 pułku czołgów i 15 pułku Wojsk Obrony Wewnętrznej. Oddziały operacyjne wzmocniono grupami logistycznymi z jednostek zabezpieczenia 10 Dywizji Pancernej, a celem sprawnego dowodzenia wojskami utworzono WSD 10 Dywizji Pancernej pod dowództwem zastępcy dowody dywizji do spraw liniowych. Wydzielone siły 10 Dywizji Pancernej od rana 18 grudnia rozpoczęły marsz po drodze: Opole- Gliwice, Oświęcim i w godzinach wieczornych w rejonie Balic weszły w skład GO „Kraków”.
17 grudnia w Krakowie powstał Wojewódzki Komitet Obrony. Na jego czele stanął I sekretarz Komitetu Wojewódzkiego PZPR Czesław Domagała. Wojsko w komitecie reprezentował dowódca 6 Pomorskiej Dywizji Powietrznodesantowej płk Edward Dysko. Komitet powołał Grupę Operacyjną Kraków złożona z 25 pułku zmechanizowanego i 10 pułku czołgów ze składu 10 Dywizji Pancernej, oraz oddziałów 6 PDPD, stacjonujących na terenie Krakowa i Niepołomic. Wzmocnienie stanowiła 5 Brygada Wojsk Obrony Wewnętrznej. Komitet Obrony opracował „Plan użycia wojsk do ochrony i obrony ważnych obiektów miasta Krakowa”.
Przewidywano użycie 2036 oficerów, podoficerów i szeregowych, bez broni ciężkiej, ze środkami transportu i łączności, oraz 20 dział samobieżnych ASU-85 z 6 DPD oraz 1424 oficerów, podoficerów i szeregowych, ze środkami transportu i łączności, oraz 86 czołgów T-54 i 114 transporterów opancerzonych SKOT z 10 Dywizji Pancernej.
W praktyce nie doszło do realizacji opracowanego planu. Wydzielone wojska 6 PDPD i 10 Dywizji Pancernej nie opuściły rejonu Balic.
W nocy 17 grudnia ogłoszono alarm w 15 pułku Wojsk Obrony Wewnętrznej w Prudniku. Przegrupował się on do koszar 18 samodzielnego pułku artylerii OPK w Katowicach.
Piątek 18 grudnia 1970
W tym dniu przedsięwzięcia realizowane siłami wojska miały głównie na celu zapewnienie dogodnych warunków do szybkiego podjęcia akcji porządkowo-ochronnych w razie ewentualnego wystąpienia zamieszek w innych większych miastach. W związku z tym dodatkowo przegrupowano 42 pułk zmechanizowany 11 DPanc z Żar do Strzegomia, 3 pułk zmechanizowany 1 DZ z Ciechanowa do Wesołej, 35 pułk czołgów 15 DZ z Ostródy do Ciechanowa, 1 Brygady Wojsk Obrony Wewnętrznej z Góry Kalwarii na Służewiec, 5 Dywizję Pancerną z Gubina w rejon płd.-zach. Konin. 10 pułk czołgów i 25 pułk zmechanizowany 10 DPanc skierowano do Krakowa, a 1/15 pułku Wojsk Obrony Wewnętrznej z Prudnika do Wełnowca. Ponadto postawiono w stan gotowości, utrzymując w odwodzie centralnym 15 Dywizja Zmechanizowana (bez 35 pcz), 11 Dywizja Pancerna (bez 42 pz), 20 Dywizja Pancerna oraz WOSWŁ.
Już po północy, 18 grudnia 1970 roku o 0.30 w stan pełnej gotowości bojowej postawiono sztab krośnieńskiej 4 Dywizji Zmechanizowanej, 12 pułk zmechanizowany, 17 pułk zmechanizowany, 18 pułk czołgów, 4 batalion łączności, 5 batalion saperów, 25 batalion remontowy i 23 kompanię chemiczną. Jeszcze w godzinach nocnych siły te rozpoczęły przegrupowanie na OC Wędrzyn, gdzie przystąpić miały do planowania realizacji zadań w garnizonie Poznań. Według „Odtajnionych dokumentów” dywizja miała udać się na poligon Biedrusko.
Rano komendant WSOWZ ogłosił alarm kompanii podchorążych wyznaczonej do ochrony Komitetu Wojewódzkiego PZPR. Kompania ta pozostawała w gotowości do działania w koszarach przy ul. Mieszczańskiej. Do wykonywania zadań we Wrocławiu przygotowane były też pododdziały 350 OSSS, które na 7 skotach czekały w dyspozycji zastępcy dowódcy SOW do spraw OTK oraz pododdziały COSWLot w Oleśnicy.
W wydzielonych jednostkach 5 Saskiej Dywizji Pancernej stan pełnej gotowości bojowej wprowadzono o 15.00 18 grudnia. Dowódca SOW nakazał przegrupowanie ich do rejonu ześrodkowania w okolicy Wrocławia (?!). Wojska 5 Dywizji Pancernej dotarły tam 19 grudnia o godzinie 8.00. Nieco inaczej działania 5 Dywizji Pancernej opisane są w dokumentach CAW. Z ich analizy wynika, że 18 grudnia o 17.00 dywizja rozpoczęła marsz w kierunku Warszawy. Miała osiągnąć rejon Konin, Śrem, Pleszew, Turek. Jednostki artyleryjskie wyszły bez sprzętu ciężkiego. W tym dniu „w polu” jej potencjał wynosił: 5230 żołnierzy, 192 czołgi, 111 transporterów opancerzonych i 1030 samochodów. Na lotnisku w Łasku stacjonowały dwa Mi-2 do dyspozycji dowódcy 5 Dywizji Pancernej. 19 grudnia o 8:00 dywizja osiągnęła nakazany rejon.
Po północy wydzielony batalion z 15 pułku Wojsk Obrony Wewnętrznej z Prudnika w składzie 622 żołnierzy na 52 samochodach rozpoczął przegrupowanie do Katowic-Wełnowiec. Do Krakowa wyjechała GO Warszawskiego Okręgu Wojskowego pod dowództwem gen. bryg. Jankowskiego do koordynacji działania całością sił w tym rejonie. Dla wojsk działających w rejonie Trójmiasta wydano 2000 sztuk świec C-8 i 2000 sztuk granatów CGN-49. Nad ranem wyznaczone siły zajęły rejon w pobliżu siedziby Komitetu Wojewódzkiego PZPR Wrocław w gotowości do obsadzenia tego obiektu. W Białymstoku 2 Brygada WOW przejęła pod ochronę budynek Komitetu Wojewódzkiego PZPR oraz sądu i prokuratury wojewódzkiej. Przed południem zdeponowano w OSOPolit w Łodzi około 250 000 sztuk amunicji będącej w dyspozycji miejscowego oddziału LOK. Przeniesiono obsadę KP PZPR w Słupsku do miejscowego PSzW. Dowódca 14 pappanc ze Sztumu przygotował 100 żołnierzy celem udzielenia ewentualnej pomocy ochrony miejscowego więzienia.
Po południu wyznaczone siły 4 Dywizji Zmechanizowanej i 10 Dywizji Pancernej osiągnęły wyznaczone rejony. Pułki 10 Dywizji Pancernej skierowano na lotnisko Balice podporządkowując je dowódcy 6 DPD. Wydzielono odwód centralny pozostający w stałych garnizonach. Były to 15 Dywizja Zmechanizowana (bez 35 pcz), 11 Dywizja Pancerna (bez 42 pz), 20 Dywizja Pancerna oraz WOSWŁ. W powiatach województwa lubelskiego, pod pozorem kursów metodyczno-szkoleniowych. przygotowano odwody ze składu TOS i ZOS. Wydzielanymi siłami z 3 Karpackiej Brygady WOP zorganizowano ochronę budynku KP PZPR w Nowym Sączu. Z pododdziałów obsługi sztabu w Korpusu OPK wydzielono grupę żołnierzy do ochrony wiaduktu nad ul. Szubińską i ewentualnego blokowania drogi wjazdowej do Bydgoszczy. Do koszar 60 lpsz przyjęto na przechowanie dzienną produkcję broni z fabryki w Radomiu oraz zakwaterowano 130 funkcjonariuszy MO. W Siedlcach wydzielono 40 żołnierzy do ochrony KP PZPR, magazynów CPN i urzędu telekomunikacyjnego. W Katowicach z miejscowej jednostki OT przydzielono 600 masek przeciwgazowych dla pracowników Komitetu Wojewódzkiego PZPR i WRN w Katowicach. Mińska Mazowieckiego do Warszawy przegrupowano ośrodek WSW. Do Warszawy na Służewiec z Góry Kalwarii przegrupowano też 1 Brygadę WOW. 3 pułk zmechanizowany 1 DZ rozpoczął przegrupowanie w czterech rzutach do Wesołej. Do Wesołej przerzucono też 40 mechaników kierowców z 11 pułku czołgów z Giżycka.
O 16.00 35 pułk czołgów rozpoczął przegrupowanie transportem własnym do Ciechanowa. Godzinę później ruszyła z garnizonów do rejonu Konin, Śrem, Pleszew, Turek 5 Dywizja Pancerna. W koszarach 32 spa przygotowano zakwaterowanie dla 80 pracowników Komitetu Wojewódzkiego PZPR Bydgoszcz. Wieczorem do Strzegomia przybył 42 pułk zmechanizowany 11 DPanc. W godzinach nocnych siłami plutonu z krakowskiego pot zorganizowano ochronę gmachu WRN i NBP. W Poznaniu grupy operacyjne 4 Dywizji Zmechanizowanej, a we Wrocławiu GO z 42 pułku zmechanizowanego przeprowadziły rekonesanse.
W ciągu dnia wydano komendom MO z Warszawy 11 859 butelek mieszanki łzawiącej, jednostkom wojskowym w garnizonach Bydgoszcz, Koszalin, Szczecin 6900 świec C-8, 140 granatów CGN-49 i 500 ampułek z chloropikryną, jednostkom SOW 2000 świec C-8. 56 pułk śmigłowców, 36 sspl i 47 plłs wykonały ogółem 15 lotów łącznikowych, a z 49 pułku śmigłowców przebazowano z lotniska Pruszcz Gdański na lotnisko Modlin 6 Mi-2 do dyspozycji Sztabu Generalnego i 2 Mi-2 na lotnisko Łask do dyspozycji dowódcy 5 Dywizji Pancernej.
Sobota-wtorek 19-22 grudnia 1970
Ponieważ na terenie Ślaskiego i Warszawskiego Okręgu Wojskowego nie dochodziło do poważniejszych zamieszek, dowódcy okręgów wydali w godzinach późnowieczornych 21 grudnia rozkaz powrotu wojsk do rejonów stałej dyslokacji transportem kombinowanym. W godzinach wieczornych do Ciechanowa powrócił rzut kołowy 3 pułku zmechanizowanego.
Do macierzystych garnizonów powróciły też: 1 Brygada WOW i 2 Brygada WOW. Do garnizonów stałej dyslokacji powróciła część rzutów kołowych 4 Dywizji Zmechanizowanej i 5 Dywizji Pancernej.
Środa-piątek 23-25 grudnia 1970
Kontynuowano powrót wojsk do macierzystych garnizonów. 23 grudnia powróciły 42 pułk zmechanizowany 11 DPanc, 24 grudnia powróciły:10 pułk czołgów i 25 pułk zmechanizowany 10 DPanc i siły główne 4 Dywizji Zmechanizowanej i 5 Dywizji Pancernej. Wróciły do Ciechanowa czołgi 3 pułku zmechanizowanego. W tym też okresie 35 pułk czołgów transportem kolejowym powrócił do Ostródy. Do godziny 8.00 25 grudnia 1970 roku wojska SOW powróciły w całości do swych garnizonów
W godzinach porannych 25 grudnia zakończył się powrót całości wojsk do garnizonów. Część wojsk, głównie sprzęt ciężki, przewożono transportem kolejowym. Wojska bezpośrednio po powrocie do garnizonów przystąpiły do normalnego toku życia z zachowaniem nakazów wynikających z szyfrogramu MON z dnia 22.12.1970 roku.

## Straty osobowe, techniczne i materiałowe
W wyniku działań w Grudniu 1970 roku, Wojsko Polskie straciło 5 zabitych, a 69 żołnierzy odniosło rany. Z ogólnej liczby rannych, 19 żołnierzom udzielono pomocy hospitalizacyjnej, pozostałym ambulatoryjnej.
Użycie wojska w wydarzeniach grudniowych spowodowało znaczne straty i ponadnormatywne zużycie sprzętu. Średnia odległość przegrupowania wynosiła 350 km, wykonano około 330 wylotów śmigłowców i samolotów, a okręty zużyły ponad 1200 motogodzin. Zapłacono też za uruchomienie dodatkowej łączności przejętej w trybie mobilizacyjnym od Ministerstwa Łączności oraz 66 transporty kolejowe do przewozu wojska.
Straty w sprzęcie technicznym to 9 czołgów (2 spalone, 5 nadpalonych i 2 uszkodzone), 11 transporterów opancerzonych (3 spalone, 6 nadpalonych i 2 uszkodzone), 7 samochodów (4 spalone i 3 uszkodzone), 2 radiostacje R-105, 3 sztuki broni strzeleckiej (1 rkm i 2 kbk AK). Ponadto na 90 wozach bojowych i pojazdach mechanicznych uległ zniszczeniu osprzęt.
Zużycie środków materiałowych to około 2000 ton różnych rodzajów paliw i olejów, około 80 000 świec i granatów dymnych, 2400 sztuk zapór mało widocznych, około 3300 sztuk bojowej i ponad 7000 sztuk amunicji strzeleckiej ślepej oraz 4 sztuki amunicji armatniej 100 mm ślepej. Jerzy Eisler, powołując się na dokumenty MSW, podaje, że żołnierze na Wybrzeżu wystrzelili blisko 46 000 pocisków różnego kalibru i różnych typów (?!). Uznał, że nawet jeśli przeważały pociski świetlne i ślepe, to i tak otrzymujemy szokującą liczbę.
Dodatkowo wydano należności żywnościowe żołnierzom zawodowym i służby zasadniczej oraz funkcjonariuszom MSW. Łączne szacunkowe koszty użycia wojska kształtują się w granicach 350-400 mln złotych.

## Skład wojsk biorących udział w wydarzeniach grudniowych
Bezpośredni udział w działaniach na wybrzeżu brały:
Grupa Operacyjna Gdańsk
- 7 Łużycka Dywizja Desantowa
  - 4 pułk desantowy
  - 35 pułk desantowy
  - 16 pułk czołgów 8 DZ
  - 14 pułk Wojsk Obrony Wewnętrznej
- 8 Drezdeńska Dywizja Zmechanizowana
- 16 Kaszubska Dywizja Pancerna
  - 1 pułk czołgów
  - 51 pułk czołgów
  - 60 pułk czołgów
  - 55 pułk zmechanizowany
  - 28 pułk zmechanizowany 8 DZ
  - 10 pułk Wojsk Obrony Wewnętrznej
  - 13 pułk Wojsk Obrony Wewnętrznej
- 16 Kaszubska Brygada WOP

Wysunięte Stanowisko Dowodzenia Gdynia
- 32 pułk zmechanizowany 8 DZ
- 36 pułk zmechanizowany 8 DZ
- 4 pułk artylerii 8 DZ
- 34 pułk desantowy 7 DD
- Marynarka Wojenna
  - jednostki lądowe
  - wydzielone okręty

Grupa Operacyjna Szczecin
- 12 Dywizja Zmechanizowana
  - 5 pułk zmechanizowany
  - 9 pułk zmechanizowany
  - 41 pułk zmechanizowany
  - 25 pułk czołgów
  - 2 pułk artylerii
- 5 Brygada Saperów
- 12 Pomorska Brygada WOP
- 18 Polowa Techniczna Baza Rakietowa
- 12 pułk pontonowy Wojsk Obrony Wewnętrznej
- 36 pułk inżynieryjno-budowlany
- 16 batalion pontonowy Wojsk Obrony Wewnętrznej
- okręty MW

Grupa operacyjna Elbląg
- 16 Dywizja Pancerna (pozostałość)
- Ośrodek Szkolenia Wojsk Lądowych

Wojska będące w gotowości na obszarze kraju:
Słupsk
- Centrum Szkolenia Specjalistów Morskich MW

Kraków
- 6 Pomorska Dywizja Powietrznodesantowa
- 10 pułk czołgów 10 DPanc
- 23 pułk czołgów 10 DPanc
- 5 Brygada Wojsk Obrony Wewnętrznej

Poznań
- 4 Dywizja Zmechanizowana /bez 11 pz/

Wrocław
- 42 pułk zmechanizowany 11 DPanc

Warszawa
- 1 pułk zmechanizowany 1 DZ
- 3 pułk zmechanizowany 1 DZ
- 35 pułk czołgów 15 DZ
- 5 Saska Dywizja Pancerna
- Wyższa Szkoła Oficerska Wojsk Łączności
- Ośrodek WSW
- 1 Brygada Wojsk Obrony Wewnętrznej

Liczba angażowanych sił i środków wydzielonych jednostek Wojska Polskiego narastała w miarę rozwoju niekorzystnej sytuacji w Gdańsku, Gdyni, Szczecinie i Elblągu. Pomiędzy 14 a 22 grudnia 1970 roku na terenie Wybrzeża działało:
- z Pomorskiego Okręgu Wojskowego 21000 żołnierzy z jednostek operacyjnych oraz 4300 żołnierzy z Wojsk Obrony Wewnętrznej wyposażonych w 550 czołgów, 750 transporterów opancerzonych, 2146 samochodów
- z Marynarki Wojennej poza terenem swoich jednostek działało łącznie 2188 oficerów, podoficerów zawodowych i marynarzy oraz 100 samochodów.

Straty na Wybrzeżu:
- straty osobowe: zginął 1 żołnierz (samobójstwo), a 69 zostało rannych
- straty materialne:
  - spalono, zniszczono bądź poważnie uszkodzono 10 czołgów, 18 transporterów opancerzonych i 7 samochodów, uszkodzono osprzęt na 51 czołgach, 71 transporterach opancerzonych i 7 samochodach.
  - zaginęło, uległo zniszczeniu i uszkodzeniu dużo broni ręcznej (kbkAK, rkmD), różnego osprzętu uzbrojenia i wyposażenia[u].
  - utracono 23 noktowizory i lornetki, 49 hełmów, 30 bagnetów i ponad 120 sztuk magazynków do automatów.
  - uszkodzenia kwalifikujące go do remontu bieżącego – w grupie pojazdów bojowych gąsienicowych liczba ta wynosiła 49 sztuk, w grupie transporterów opancerzonych 168, a w grupie pojazdów samochodowych 224.
  - pojazdy gąsienicowe przejechały około 79 000 km, pojazdy kołowe opancerzone około 280 000 km, a samochody około 585 000 km.